# حبیب جعفر
حبیب جعفر (عربی: حبيب حعفر؛ زادهٔ ۱ ژوئیهٔ ۱۹۶۶) یک بازیکن فوتبال اهل عراق است.
از باشگاه‌هایی که در آن بازی کرده‌است می‌توان به الکرخ، نیروی هوایی عراق، باشگاه ورزشی القطر، باشگاه ورزشی الغرافه، باشگاه ورزشی الوکره، باشگاه فوتبال الانصار لبنان، و تیم ملی فوتبال عراق اشاره کرد.
وی همچنین در تیم ملی فوتبال Iraq بازی کرده است.